# Deliverance (film fra 1919)
 For alternative betydninger, se Deliverance. (Se også artikler, som begynder med Deliverance)
Deliverance er en amerikansk stumfilm fra 1919 instrueret af George Foster Platt.
Filmen fortæller historien om Helen Keller og hendes lærer, Annie Sullivan. Helen Keller medvirker i filmen som sig selv.

## Medvirkende
- Helen Keller som sig selv
- Etna Ross som en ung Helen Keller
- Edith Lyle som Anne Sullivan Macy
- Roy Stewart som Keller
- Betty Schade som Mrs. Kate Adams Keller
- Tula Belle som Nadja